# Offerle (Kansas)
Offerle é uma cidade localizada no estado americano de Kansas, no Condado de Edwards.

## Demografia
Segundo o censo americano de 2000, a sua população era de 220 habitantes.
Em 2006, foi estimada uma população de 204, um decréscimo de 16 (-7.3%).

## Geografia
De acordo com o United States Census Bureau tem uma área de
0,7 km², dos quais 0,7 km² cobertos por terra e 0,0 km² cobertos por água. Offerle localiza-se a aproximadamente 692 m acima do nível do mar.

## Localidades na vizinhança
O diagrama seguinte representa as localidades num raio de 36 km ao redor de Offerle.